# Плотниковська сільська рада (Косіхинський район)
Пло́тниковська сільська рада (рос. Плотниковский сельский совет) — сільське поселення у складі Косіхинського району Алтайського краю Росії.
Адміністративний центр — село Плотниково.

## Населення
Населення — 393 особи (2019; 486 в 2010, 667 у 2002).

## Склад
До складу сільської ради входять:
| Населений пункт   | Населення, осіб (2002) | Населення, осіб (2010) |
| ----------------- | ---------------------- | ---------------------- |
| Новозирянка, село | 166                    | 79                     |
| Плотниково, село  | 501                    | 407                    |